# Hvar (arheološka zona grada)
Hvar, arheološka zona grada Hvara.

## Opis
Najstariji, eneolitički nalazi datirani oko 3000 pr. Kr., na području grada Hvara nađeni su na padinama brijega pod tvrđavom Forticom.M. Zaninović je krajem 60-tih napravio prvu opsežnu reambulaciju padine pod tvrđavom te utvrdio da se keramički ulomci vremenski pružaju od pretpovijesti preko helenizma do rimskog razdoblja na temelju čega zaključuje da je podno gradine postojala naseobina.Tijekom 90-tih utvrđeno je da su svi vrhovi oko Hvara bili fortificirani u pretpovijesti da je je gradina na mjestu Fortice bila čvrsto branjena. Zajedno s velikom nekropolom u obližnjoj uvali Vira, gradina na mjestu tvrđave bila je središte velike pretpovijesne naseobine.Od rimskog razdoblja nadalje brijeg s Forticom na vrhu je ponajprije fortifikacijsko mjesto dok se naseobina spušta bliže obali, odnosno luci.Već je u 19. stoljeću poznata činjenica da se na prostoru Dolca, te uz južnu stranu Mandraća (u gradskoj luci) nalaze ostci rimskih villa rustica. Recentna istraživanja u Arsenalu pokazalu su da je isti sagrađen na mjestu na kojem se veliki lučki objekti nalaze već više od 2000 g. Najraniji poznati objekt bio je nešto manji od današnjeg, potpuno otvoren prema zapadu, moru, a datira se u prijelaz 1. st. pr. Kr i 1. st. p. Kr. Bio je u funkciji do početka 2. st. p. Kr. Radi se o rimskom arsenalu, ali ga karakterizira helenistički način gradnje. Kasnoantički lučki objekt bio je tek nešto manji od današnjeg, orijentiran također prema zapadu. Radilo se o velikoj prizemnici pokrivenoj krovom o čemu svjedoče temelji masivnih, zidanih stupova koji su bili razmješteni sredinom prostorije. No važnije od same kasnoantičke zgrade koja se datira od kraja 4. st. p. Kr. do 8. p. Kr. jest činjenica da je kao priprema za njenu gradnju zemljište zaravnano s velikom količinom vodonepropusne gline u kojoj su izgrađeni drenažni kanali.

## Zaštita
Pod oznakom Z-6902 zavedena je kao nepokretno kulturno dobro - kulturno-povijesna cjelina, pravna statusa zaštićena kulturnog dobra, klasificirano kao "arheološka baština".